# Fédération européenne de football américain

Logo de l'EFAF remplacée par l'IFAF Europe en 2014

La Fédération européenne de football américain (EFAF ; European Federation of American Football en anglais) a été créée en 1993. Elle avait vocation à gérer le football américain amateur au niveau européen. Cet organisme était membre de la Fédération internationale de football américain. L'EFAF était basée à Francfort (Allemagne).
Elle a cessé son existence en 2014 vu la création de IFAF Europe dont le siège se situe à Paris (France). Celle-ci fait partie de l'International Federation of American Football (IFAF) dont le siège se situe à La Courneuve en France.

## Le but
L’EFAF a pour but de promouvoir et développer le football américain, le flag et le cheerleading en Europe. Elle a aussi une fonction d’organisation entre les différentes fédérations européennes et d’organisation de compétitions internationales.
L’EFAF encourage et travaille à l’amélioration de l’apprentissage du football américain, du flag et du cheerleading.

## Les membres
L’adhésion à l’EFAF est possible pour toutes les fédérations disposant d’un championnat national comprenant au minimum 5 équipes et d’une existence d’au moins un an.
Elle comprend 24 membres à part entière, 1 membre associé, 2 membres temporaires et 4 membres dont elle est l’administrateur.

### Membres à part entière
- Allemagne
- Autriche
- Belgique
- Biélorussie
- Croatie
- Danemark
- Espagne
- Finlande
- France
- Grande-Bretagne
- Hongrie
- Irlande
- Italie
- Luxembourg
- Norvège
- Pays-Bas
- Pologne
- République tchèque
- Russie
- Serbie
- Suède
- Suisse
- Turquie
- Ukraine

### Membres associés
- Moldavie

### Membres temporaires
- Géorgie
- Roumanie

### Membres administrés
- Estonie
- Portugal
- Slovaquie
- Slovénie

## Compétitions
L’EFAF organise ses propres compétitions de football américain et propose une compétition de Flag l’EuroFlag et une compétition de Cheerleading le Cheerleading Championships (Cheer Classics).
Mais aussi des matches exhibitions, l’All-Star European Junior Teams en ouverture du Super Bowl de la NFL.

### Compétitions entre nations
L'EFAF organise :
- le Championnat d'Europe,
- le Championnat d'Europe juniors.

### Compétitions entre clubs

#### Compétitions actuelles
Pour les clubs l’EFAF organise :
- l'European Football League depuis 1986.
- l’EFAF Cup depuis 2002.
- l'EFAF Atlantic Cup depuis 2009, compétition  réservée aux équipes de Belgique, d'Irlande, du Luxembourg et des Pays-Bas.
- la EFAF Challenge Cup depuis 2009, compétition réservée aux équipes des pays d'Europe de l'Est : Croatie, Hongrie, Italie (Division 2), Pologne, Roumanie, Serbie, Turquie.

#### Compétitions disparues
- FED Cup de 1997 à 1998.
- Euro Cup de 1996 à 1999.